# Ser
Ser é um conceito que engloba características objetivas e subjetivas da realidade e da existência. O conceito de ser atravessa toda a história da filosofia, desde os seus primórdios. Embora já colocado pela filosofia indiana desde o século IX a.C., foi o eleata Parmênides quem introduziu, no Ocidente, esse longo debate, que percorre os séculos e as diversas culturas até os nossos dias. A ontologia é o ramo da filosofia que estuda o ser.
O Ser é portanto um dos conceitos fundamentais da tradição filosófica ocidental. Platão acreditava que o ser é o poder existir.
Usualmente, na tradição grega, a palavra "ser" (einai) assume quatro significados diferentes, os quais serão apresentados por Platão no diálogo Sofista de maneira mais detalhada solucionando, dessa forma, os problemas lógicos e semânticos que subjazem a algumas das formulações centrais da República:
1. Existência: para exprimir o fato de que determinada coisa existe. Por exemplo: "a erva é" (= existe)", mas também "o unicórnio é" (ao menos no sentido de existência mental). Lembremos que os gregos não tinham uma palavra específica para a existência;
2. Identidade: para identificar e/ou distinguir algo e/ou alguém em relação a si mesmo e/ou aos outros. Por exemplo "A=A" ou "A beleza é bela";
3. Predicação: para exprimir uma propriedade de determinado objeto. Por exemplo: "y é x" ou a maçã é vermelha. Platão descobriu que é condição da predicação "não haver identidade entre os referentes dos nomes colocados nas posições de sujeito e predicado.". Por exemplo: "Vênus é a estrela da manhã". Gramaticalmente, temos um sujeito e um predicado, mas logicamente temos uma falsa predicação, pois "Vênus" e a "estrela da manhã" são termos cujo objeto é o mesmo, um dos planetas do Sistema Solar;
4. Veritativo: Nos diálogos da velhice, Platão conseguiu separar os valores veritativos da ontologia, ou seja, verdadeiro e falso passaram a ser qualidades do discurso sobre o mundo. Platão desloca a verdade do SER para o discurso. O sentido metalinguístico veridical permite ao verbo SER significar a verdade de uma proposição.
Platão propõe também níveis de existência e graus de realidade para os seres a partir de conceitos como Teoria das Formas, mundo inteligível e a analogia da linha dividida. Aristóteles afirma que o ser verdadeiro é eterno e anterior ao não ser; só existe em ato, não em potência.
Em filosofia, ser é considerado não só como um verbo (existir) mas também como substantivo ("tudo o que é"). Os termos ser e existência podem ter significados diferentes, embora, na linguagem corrente, possam ser sinônimos ("ser" como "o fato de ser" = existência). 
As formas identitativa e predicativa são objeto de estudo da lógica.

## Etimologia
A palavra ser vem do português antigo seer. O infinitivo seer, por sua vez, vem do infinitivo do verbo latino sedeō, ou seja, sedēre, que significa "estar sentado".  As outras formas do verbo ser vêm do verbo latino sum (sou, estou), cujo infinitivo é esse (ser, estar). As formas deste verbo latino vêm de duas raízes diferentes: Uma é *h₁es- (ser, estar) (est [é], erat [era] etc.); e a outra é *bʰuH- (vir a ser, tornar-se, crescer, aparecer) (fuit [foi], foret [fosse] etc.).
A raiz *h₁es- é responsável por praticamente todos os verbos usados para significar ser e estar, parcial ou totalmente, nas línguas indo européias. Em persa antigo forma 𐎠𐎿𐎫𐎡𐎹 [a-s-t-i-y / astiy]. Em sânscrito, अस्मि [ásmi] e अस्ति [ásti]. Em grego antigo, εἰμί [eimí] e ἐστίν [estín]. Em latim, sum e est. Em italiano, sono e è. Em francês, suis e est. Em espanhol soy e es. Em português, sou e é. Em alemão, sein e ist. Em inglês, am e is.
A raiz *bʰuH- também é responsável por algumas formas de alguns verbos usados para significar ser e estar em muitas línguas indo européias. Em sânscrito forma भू [bhū]. Em grego antigo, φύω [phúō]. Em latim, fuī. Em italiano, fui. Em francês, fus. Em espanhol, fui. Em português, fui. Em russo, быть [byt’]. Em alemão, bin, bist. Em inglês, be, been, being.
No grego antigo há o particípio presente dos verbos, assim como ocorre em latim, em alemão e em inglês. O particípio presente do verbo εἰμί [eimí], nos respectivos três gêneros é o masculino ὤν [ṓn], o feminino οὖσα [oûsa] e o neutro ὄν [ón]. A forma neutra ὄν [ón] acaba sendo central para a designação de "ente" na filosofia, assim como a sua versão pluralizada, ὄντα [ónta], para designar "entes". A partir da forma feminina οὖσα [oûsa] vem o substantivo οὐσία [ousía] que, em sentido estritamente filosófico, pode significar tanto "ser" quanto "essência" e até mesmo "substância" (variando de acordo com os autores, os contextos e os tradutores). Em seu sentido comum, não-filosófico, οὐσία [ousía] significava "propriedade", "posse", "riqueza", "bens" etc.
Essência, em latim essentia, é um termo forjado pelo filósofo romano Cícero para traduzir o grego antigo οὐσία [ousía]. Sua formação é baseada no imperfeito do subjuntivo da terceira pessoa do plural de esse, que é essent, que em português equivaleria ao fossem. Ente, em latim ens, é outro termo forjado, desta vez no latim da Idade Média, para verter o termo grego ὄν [ón], visto que em latim o verbo esse não possuía um particípio presente correspondente.
Para entender o sentido do particípio presente tomemos alguns termos em português que carregam vestígios do particípio presente latino, a saber, existente, fluente, vidente. Existente é "o que existe", fluente é "o que flui" e vidente é "o que vê". Disso, pode-se deduzir que ente é "o que é". O particípio presente em grego antigo pode também ser vertido usando o gerúndio em português, quando não acompanhado de artigo definido, muitas vezes. No caso de ὄν [ón] seria "sendo", "estando".

## Parmênides e o Ser

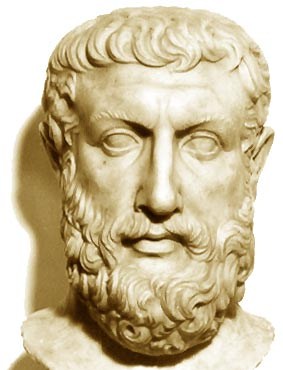
Parmênides

O primeiro filósofo a colocar explicitamente o conceito de ser foi Parmênides de Eleia (século VI a.C. - século V a.C.). Para ele, seria impossível falar ou pensar no Não-Ser, pois o Não-Ser a nada se refere. Para o pensador de Eleia, O Ser, que existe para além das ilusões do mundo sensível da doxa, é uno, eterno, imóvel, não-gerado e imutável: "O Ser é e o não ser não é". Parmênides também parece afirmar em seu poema que "pensamento (nous) e ser são o mesmo".
Platão tenta resolver a questão do Não-Ser nos diálogos Parmênides e Sofista ao passar a entender o Não-Ser como alteridade (diferença) em relação ao Ser em vez de contrariedade. (Por exemplo, "o belo não é feio"). Segundo o discípulo de Sócrates, quando dizemos " o não-ser não deve participar nem da unidade nem da pluralidade " e o não-ser " é impronunciável, inefável e inexprimível " já dizemos o Não-ser uno, pois dizer o já implica unidade, e contradizemos a ideia de que ele não possa ser pronunciado ou expressado, pois lhe aplicamos o é. 
Platão então, negando Parmênides, defende a comunhão entre Ser e Não-ser. Impondo a introdução do Outro (ou diferença) e do Mesmo chega à acepção predicativa do Ser. Esclarece que podemos designar uma única e mesma coisa por uma pluralidade de nomes porque a acepção identitativa (A=A) não é a única possível ao Ser, o homem pode então também ser chamado de bom e não apenas de homem (" o homem é bom " e não apenas " o homem=homem " e " o bom=bom "). Podemos, com a ideia de predicação, tratar as coisas como capazes de participação mútua. Com a ideia de identidade, podemos supor a todas as coisas como incapazes de união mútua.

## Problema com o significado de ser na filosofia de Hegel
Bertrand Russell percebe que a lógica de Hegel foi construída sobre uma confusão a respeito dos significados do verbo ser
"O argumento de Hegel nesta porção de sua 'Lógica' depende completamente de confundir o 'é' da predicação, como em 'Sócrates é mortal', com o 'é' da identidade, como em 'Sócrates é o filósofo que bebeu a cicuta'. Devido a esta confusão, ele pensa que 'Sócrates' e 'mortal' precisam ser idênticos. Vendo que eles são diferentes, ele não infere, como outros fariam, que há um erro em algum lugar, mas que eles exibem 'identidade na diferença*'. Novamente, Sócrates é particular, 'mortal' é universal. Portanto, diz ele, dado que Sócrates é mortal, segue que o particular é o universal - tomando completamente o 'é' como expressivo da identidade. Mas dizer que 'o particular é o universal' é auto-contraditório." (Our Knowledge of the External World, pp.48-9)
Martin Heidegger foi um filósofo que investigou a ontologia e escreveu pensamentos relevantes sobre a definição de Ser na filosofia continental.